# 세계 손씻기의 날
세계 손씻기의 날(Global Handwashing Day)은 일상 생활 중 중요한 순간에 비누를 사용해 손을 씻음으로써, 손 씻는 습관을 개선하고 감염병을 예방하자는 취지로 UN에서 제정한 기념일로, 매년 10월 15일에 해당한다.

전 세계적으로 세계 손씻기의 날에 사용되는 상징.

## 같이 보기
- 생물학적 위험
- 감염
- 위생
- 감염병
- 세계 화장실의 날